# Draft de la NBA de 1988
El Draft de la NBA de 1988 se celebró el 28 de junio de ese mismo año en Nueva York.

## Primera ronda

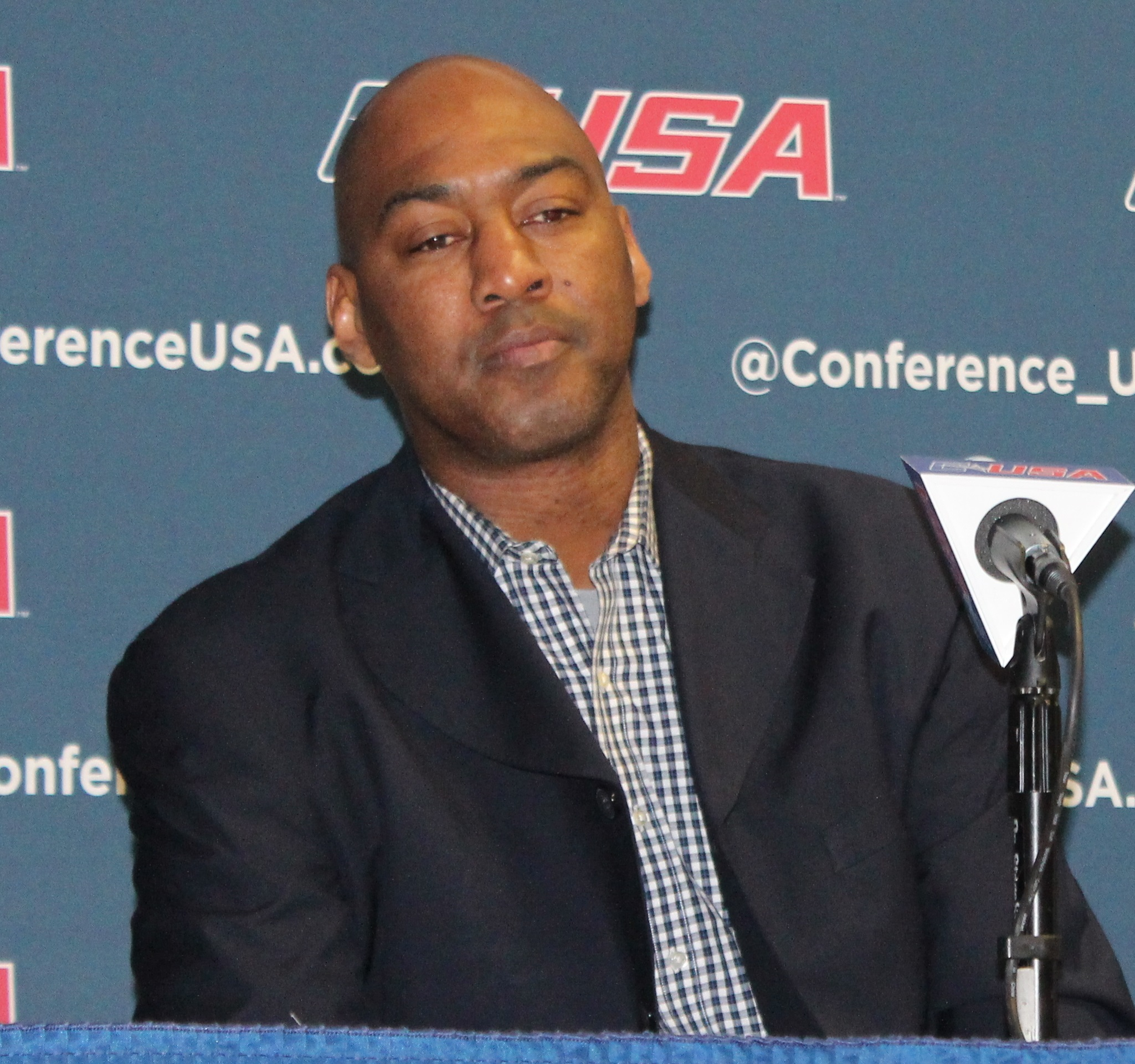
Danny Manning, n.º 1 del Draft.

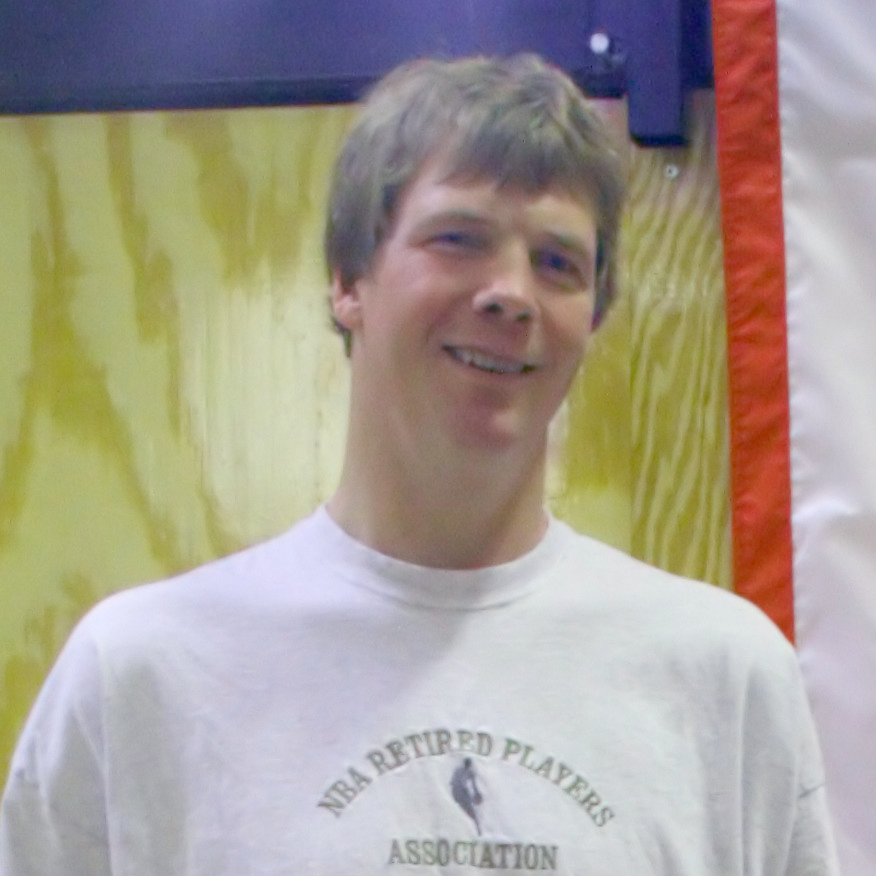
Rik Smits, la 2ª elección.

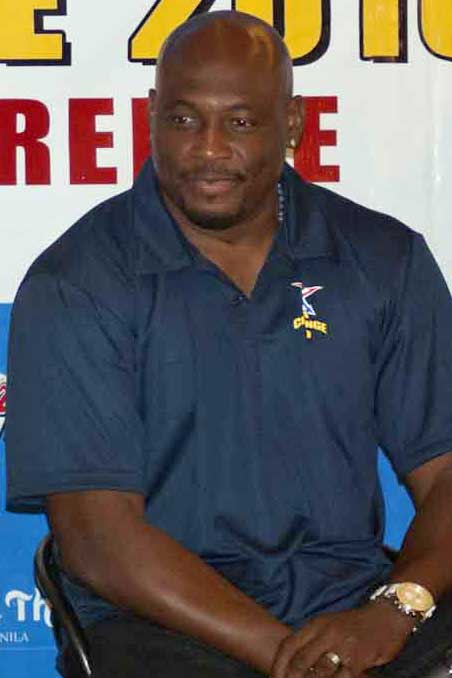
Mitch Richmond, la 5ª elección.

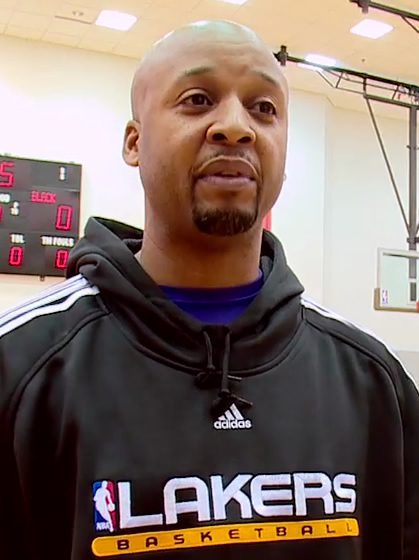
Brian Shaw, la 24ª elección.

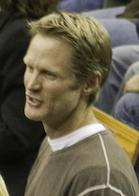
Steve Kerr, la 50.ª elección.

|  | Denota jugador miembro del Basketball Hall of Fame                                                 |
|  | Denota jugador que ha sido seleccionado al menos en un All-Star Game y un Mejor Quinteto de la NBA |
|  | Denota jugador que ha sido seleccionado al menos en un All-Star Game                               |
|  | Denota jugador que ha sido seleccionado al menos en un Mejor Quinteto de la NBA                    |
|  | Denota jugador que nunca ha jugado en la NBA                                                       |

| Pick | Jugador               | Nacionalidad          | Equipo de la NBA       | Origen (Universidad/club) |
| ---- | --------------------- | --------------------- | ---------------------- | ------------------------- |
| 1    | Danny Manning (PF)    | Estados Unidos        | Los Angeles Clippers   | Kansas                    |
| 2    | Rik Smits (C)         | Países Bajos          | Indiana Pacers         | Marist                    |
| 3    | Charles Smith (PF)    | Estados Unidos        | Philadelphia 76ers     | Pittsburgh                |
| 4    | Chris Morris (SF)     | Estados Unidos        | New Jersey Nets        | Auburn                    |
| 5    | Mitch Richmond (SG)   | Estados Unidos        | Golden State Warriors  | Kansas State              |
| 6    | Hersey Hawkins (SG)   | Estados Unidos        | Los Angeles Clippers   | Bradley                   |
| 7    | Tim Perry             | Estados Unidos        | Phoenix Suns           | Temple                    |
| 8    | Rex Chapman (SG)      | Estados Unidos        | Charlotte Hornets      | Kentucky                  |
| 9    | Rony Seikaly (C)      | Líbano Estados Unidos | Miami Heat             | Syracuse                  |
| 10   | Willie Anderson (SG)  | Estados Unidos        | San Antonio Spurs      | Georgia                   |
| 11   | Will Perdue (C)       | Estados Unidos        | Chicago Bulls          | Vanderbilt                |
| 12   | Harvey Grant (PF)     | Estados Unidos        | Washington Bullets     | Oklahoma                  |
| 13   | Jeff Grayer (PG)      | Estados Unidos        | Milwaukee Bucks        | Iowa State                |
| 14   | Dan Majerle (SF)      | Estados Unidos        | Phoenix Suns           | Central Michigan          |
| 15   | Gary Grant (PG)       | Estados Unidos        | Seattle SuperSonics    | Michigan                  |
| 16   | Derrick Chievous (SG) | Estados Unidos        | Houston Rockets        | Missouri                  |
| 17   | Eric Leckner (C)      | Estados Unidos        | Utah Jazz              | Wyoming                   |
| 18   | Ricky Berry           | Estados Unidos        | Sacramento Kings       | San Jose State            |
| 19   | Rod Strickland (PG)   | Estados Unidos        | New York Knicks        | DePaul                    |
| 20   | Kevin Edwards (SG)    | Estados Unidos        | Miami Heat             | DePaul                    |
| 21   | Mark Bryant (PF)      | Estados Unidos        | Portland Trail Blazers | Seton Hall                |
| 22   | Randolph Keys         | Estados Unidos        | Cleveland Cavaliers    | Southern Miss             |
| 23   | Jerome Lane (PF)      | Estados Unidos        | Denver Nuggets         | Pittsburgh                |
| 24   | Brian Shaw (SG)       | Estados Unidos        | Boston Celtics         | UC-Santa Bárbara          |
| 25   | David Rivers (PG)     | Estados Unidos        | Los Angeles Lakers     | Notre Dame                |

## Segunda ronda
| Pick | Jugador                   | Nacionalidad         | Equipo de la NBA       | Origen (Universidad/club) |
| ---- | ------------------------- | -------------------- | ---------------------- | ------------------------- |
| 26   | Rolando Ferreira (C)      | Brasil               | Portland Trail Blazers | Houston                   |
| 27   | Shelton Jones (F)         | Estados Unidos       | San Antonio Spurs      | St. John's                |
| 28   | Andrew Lang (C)           | Estados Unidos       | Phoenix Suns           | Arkansas                  |
| 29   | Vinny Del Negro (SG)      | Estados Unidos       | Sacramento Kings       | North Carolina State      |
| 30   | Fennis Dembo (PF)         | Estados Unidos       | Detroit Pistons        | Wyoming                   |
| 31   | Everette Stephens (G)     | Estados Unidos       | Philadelphia 76ers     | Purdue                    |
| 32   | Charles Shackleford (F/C) | Estados Unidos       | New Jersey Nets        | North Carolina State      |
| 33   | Grant Long (F)            | Estados Unidos       | Miami Heat             | Eastern Michigan          |
| 34   | Tom Tolbert (F/C)         | Estados Unidos       | Charlotte Hornets      | Arizona                   |
| 35   | Sylvester Gray (F)        | Estados Unidos       | Miami Heat             | Memphis                   |
| 36   | Ledell Eackles (G/F)      | Estados Unidos       | Washington Bullets     | New Orleans               |
| 37   | Greg Butler (C)           | Estados Unidos       | New York Knicks        | Stanford                  |
| 38   | Dean Garrett (C)          | Estados Unidos       | Phoenix Suns           | Indiana                   |
| 39   | Tito Horford (C)          | República Dominicana | Milwaukee Bucks        | Miami (FL)                |
| 40   | Orlando Graham (F)        | Estados Unidos       | Miami Heat             | Auburn-Montgomery         |
| 41   | Keith Smart (G)           | Estados Unidos       | Golden State Warriors  | Indiana                   |
| 42   | Jeff Moe (SG)             | Estados Unidos       | Utah Jazz              | Iowa                      |
| 43   | Todd Mitchell (F)         | Estados Unidos       | Denver Nuggets         | Purdue                    |
| 44   | Anthony Taylor (G)        | Estados Unidos       | Atlanta Hawks          | Oregon                    |
| 45   | Tom Garrick (G)           | Estados Unidos       | Los Angeles Clippers   | Rhode Island              |
| 46   | Morlon Wiley (G)          | Estados Unidos       | Dallas Mavericks       | Long Beach State          |
| 47   | Vernon Maxwell (SG)       | Estados Unidos       | Denver Nuggets         | Florida                   |
| 48   | Micheal Williams (G)      | Estados Unidos       | Detroit Pistons        | Baylor                    |
| 49   | José Vargas (C/PF)        | República Dominicana | Dallas Mavericks       | LSU                       |
| 50   | Steve Kerr (PG)           | Estados Unidos       | Phoenix Suns           | Arizona                   |

## Tercera ronda
| Pick | Jugador                  | Nacionalidad   | Equipo de la NBA       | Origen (Universidad/club)       |
| ---- | ------------------------ | -------------- | ---------------------- | ------------------------------- |
| 51   | Rob Lock (F)             | Estados Unidos | Los Angeles Clippers   | Kentucky                        |
| 52   | Derek Hamilton (SF)      | Estados Unidos | New Jersey Nets        | Southern Miss                   |
| 53   | Anthony Mason (SF/PF)    | Estados Unidos | Portland Trail Blazers | Tennessee State                 |
| 54   | Jorge González (C)       | Argentina      | Atlanta Hawks          | Formosa (Argentina) (Argentina) |
| 55   | Rodney Johns (PG)        | Estados Unidos | Phoenix Suns           | Grand Canyon                    |
| 56   | Barry Sumpter (F/C)      | Estados Unidos | San Antonio Spurs      | Austin Peay                     |
| 57   | Hernán Montenegro (PF/C) | Argentina      | Philadelphia 76ers     | LSU                             |
| 58   | Jeff Moore (PF)          | Estados Unidos | Charlotte Hornets      | Auburn                          |
| 59   | Nate Johnston (F)        | Estados Unidos | Miami Heat             | Tampa                           |
| 60   | Ed Davender (PG)         | Estados Unidos | Washington Bullets     | Kentucky                        |
| 61   | Herbert Crook (SF/SG)    | Estados Unidos | Indiana Pacers         | Louisville                      |
| 62   | Derrick Lewis (PF)       | Estados Unidos | Chicago Bulls          | Maryland                        |
| 63   | Mike Jones (PF)          | Estados Unidos | Milwaukee Bucks        | Auburn                          |
| 64   | Winston Bennett (F)      | Estados Unidos | Cleveland Cavaliers    | Kentucky                        |
| 65   | Corey Gaines (G)         | Estados Unidos | Seattle SuperSonics    | Loyola Marymount                |
| 66   | Dwight Boyd (SG)         | Estados Unidos | Denver Nuggets         | Memphis State                   |
| 67   | Ricky Grace (G)          | Estados Unidos | Utah Jazz              | Oklahoma                        |
| 68   | Darryl Middleton (PF)    | Estados Unidos | Atlanta Hawks          | Baylor                          |
| 69   | Phil Stinnie (PF)        | Estados Unidos | New York Knicks        | Virginia Commonwealth           |
| 70   | Jerry Johnson (PG)       | Estados Unidos | Dallas Mavericks       | Florida Southern                |
| 71   | Craig Neal (G)           | Estados Unidos | Portland Trail Blazers | Georgia Tech                    |
| 72   | Lee Johnson (PF)         | Estados Unidos | Detroit Pistons        | Norfolk State                   |
| 73   | Michael Anderson (G)     | Estados Unidos | Indiana Pacers         | Drexel                          |
| 74   | Gerald Paddio (F/G)      | Estados Unidos | Dallas Mavericks       | UNLV                            |
| 75   | Archie Marshall (SF)     | Estados Unidos | San Antonio Spurs      | Kansas                          |

## Jugadores destacados no incluidos en el draft
Estos jugadores no fueron seleccionados en el draft de la NBA de 1988, pero han jugado al menos un partido en la NBA.

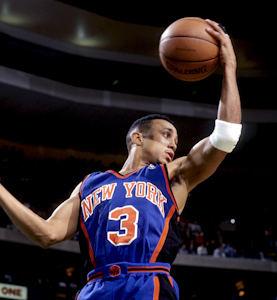
John Starks no fue elegido en el draft, y llegó a disputar el All-Star Game de la NBA 1994.

| Jugador            | Pos.  | Nacionalidad         | Universidad/Club          |
| ------------------ | ----- | -------------------- | ------------------------- |
| Wayne Englestad    | PF    | Estados Unidos       | UC Irvine (Sr.)           |
| Duane Ferrell      | SF    | Estados Unidos       | Georgia Tech (Sr.)        |
| Ben Gillery        | C     | Estados Unidos       | Georgetown (Sr.)          |
| Henry James        | PF/SF | Estados Unidos       | St. Mary's (TX) (Sr.)     |
| Avery Johnson      | PG    | Estados Unidos       | Southern (Sr.)            |
| Bill Jones         | PF    | Estados Unidos       | Iowa (Sr.)                |
| Tim Legler         | SG    | Estados Unidos       | La Salle (Sr.)            |
| Carlton McKinney   | SG    | Estados Unidos       | SMU (Sr.)                 |
| Tracy Moore        | SG/SF | Estados Unidos       | Tulsa (Sr.)               |
| Richard Morton     | PG    | Estados Unidos       | Cal State Fullerton (Sr.) |
| Žarko Paspalj      | SF    | Yugoslavia ( Serbia) | KK Partizan (Yugoslavia)  |
| Ramon Rivas        | C     | Puerto Rico          | Temple (Sr.)              |
| John Starks        | SG    | Estados Unidos       | Oklahoma State (Sr.)      |
| Kennard Winchester | SG/SF | Estados Unidos       | Averett (Sr.)             |

## Curiosidades
- En este Draft se eligieron la mayor cantidad de jugadores nacidos en Líbano de toda la historia:
  - Rony Seikaly, con doble nacionalidad, libanesa y estadounidense.
  - Steve Kerr nació también en Líbano. Su padre, profesor de ciencias políticas, fue asesinado por los islamistas en 1984.